# Сосновское сельское поселение (Новокузнецкий район)
Сосновское сельское поселение — муниципальное образование в Новокузнецком районе Кемеровской области. Административный центр — село Сосновка.

## География
Поселение (2004-2013) граничит:
- на севере — с Куйбышевским районом Новокузнецка
- на востоке — с Еланским сельским поселением (с 2013 Центральным поселением)
- на юге — с Куртуковским сельским поселением (после 2013 года граница изменена, теперь Сосновское сельское поселение граничит с Кузедеевским сельским поселением)
- на западе — с Бунгурским сельским поселением (с 2013 года с Загорским сельским поселением)

По территории поселения проходят автомобильные дороги:
- Новокузнецк-Кузедеево-Мундыбаш-Таштагол
- Новокузнецк-Осинники
- Кемерово-Междуреченск

С 2013 года включает территорию Куртуковского сельского поселения (в т ч о.п 422 км ЗСЖД и часть автомобильной дороги Калтан-Малиновка)

## История
17 декабря 2004 года в соответствии с Законом Кемеровской области № 104-ОЗ было образовано Сосновское сельское поселение.
26 ноября 2013 года после вступления в силу областного закон от 7 марта 2013 года № 17-ОЗ в состав Сосновского сельского поселения включено упразднённое Куртуковское сельское поселение.
Преобразовано в 2022 году в Сосновское территориальное управление. Из состава управления было выведено Куртуговское территориальное управление и добавлено территория обслуживания Ашмаринского пункта приема населения.

## Население
| 2010  | 2011  | 2012  | 2013  | 2014  | 2015  | 2016  |
| ----- | ----- | ----- | ----- | ----- | ----- | ----- |
| 3491  | ↘3488 | ↗3599 | ↗3698 | ↗3725 | ↘3686 | ↗6527 |
| 2017  | 2018  | 2019  | 2020  | 2021  |       |       |
| ↗6648 | ↗6714 | ↗6805 | ↗6847 | ↗7614 |       |       |

## Экономика
- Степановский угольный разрез
- Ашмаринский хлеб
- Сельхозпредприятия

## Транспорт
автобусные остановки в поселках Сосновка, Куртуково, Кульчаны, Тайлеп, Рябиновка. Жд остановка 422 км на линии Калтан-Сарбала.

## Состав сельского поселения
| №  | Населённый пункт      | Тип населённого пункта       | Население |
| -- | --------------------- | ---------------------------- | --------- |
| 1  | Белорус               | посёлок                      | 8         |
| 2  | Букино                | село                         | 96        |
| 3  | Гавриловка            | посёлок                      | 135       |
| 4  | Заречный              | посёлок                      | 351       |
| 5  | Калиновский           | посёлок                      | 16        |
| 6  | Калмыковский          | посёлок                      | 12        |
| 7  | Карчагол              | посёлок                      | 35        |
| 8  | Ключи                 | посёлок                      | 33        |
| 9  | Красинск              | посёлок                      | 122       |
| 10 | Кульчаны              | посёлок                      | 255       |
| 11 | Куртуково             | село                         | 1067      |
| 12 | Ленинский             | посёлок                      | 1         |
| 13 | Малиновка             | село                         | 32        |
| 14 | Михайловка            | деревня                      | 154       |
| 15 | Нижние Кинерки        | посёлок                      | 19        |
| 16 | Николаевка            | посёлок                      | 320       |
| 17 | Новый                 | посёлок                      | 13        |
| 18 | Подгорная             | деревня                      | 1         |
| 19 | Подкорчияк            | посёлок                      | 0         |
| 20 | Пушкино               | посёлок                      | 203       |
| 21 | Рябиновка             | посёлок                      | 10        |
| 22 | Сосновка              | село, административный центр | 2430      |
| 23 | Тайлеп                | посёлок                      | 248       |
| 24 | Таргай                | село                         | 124       |
| 25 | Таргайский Дом Отдыха | посёлок                      | 342       |
| 26 | Учул                  | деревня                      | 12        |
| 27 | Фёдоровка             | посёлок                      | 127       |
| 28 | Юрьевка               | посёлок                      | 25        |

В состав поселения также входят дачные посёлки в районе 422 км - Сосняки, Калтарак, Южный, Кооператор.